# PHL-16
Le PHL-16, également connu sous le nom de PCL-191, est un système de lance-roquettes multiples autopropulsé (MRL) monté sur camion développé par la république populaire de Chine.

## Développement
Il est basé sur l' AR-3 MRL a été développé par la firme Norinco. L'AR-3 a été commercialisé en 2010. Le PHL-16 a été dévoilé lors du défilé de la fête nationale chinoise en 2019; contrairement aux autres systèmes de fusées du défilé, les véhicules n'étaient pas étiquetés,,.

### Conception
Les véhicules lanceurs sont exploités dans une batterie. Le système est également capable d'un fonctionnement autonome. Une batterie typique comprend six véhicules de lancement, plusieurs véhicules de rechargement, un véhicule de poste de commandement, un véhicule de surveillance météorologique et d'autres véhicules de soutien de service.

### Munitions
Contrairement à l'ancien PHL-03, qui est chargé avec un type fixe de munitions, le nouveau PHL-16 dispose de deux cellules de lancement modulaires, qui peuvent transporter différents types de munitions. Chaque cellule de lancement peut transporter soit cinq roquettes de 300 mm, soit quatre roquettes de 370 mm. La version d'exportation du nouveau lance-roquettes multiple, l'AR-3, peut même passer au missile balistique tactique "Fire Dragon" 480 de 750 mm et au missile anti-navire TL-7B de 380 mm,. Cette capacité est éventuellement transférée aux variantes PLA.
La configuration affichée lors du défilé de la fête nationale 2019 était avec 8 roquettes de 370 mm.

### Véhicule
Le châssis du véhicule est basé sur le châssis de véhicule à roues spécial WS2400 8 × 8 de 45 tonnes.

## Variantes
AR-3
Base de référence ; commercialisé pour la première fois en 2010.
PHL-16
Développement pour l'Armée populaire de libération 

## Opérateurs
République populaire de Chine
- Force terrestre de l'Armée populaire de libération - plus de 20 unités à partir de 2020[12].